# Tomiya, Miyagi

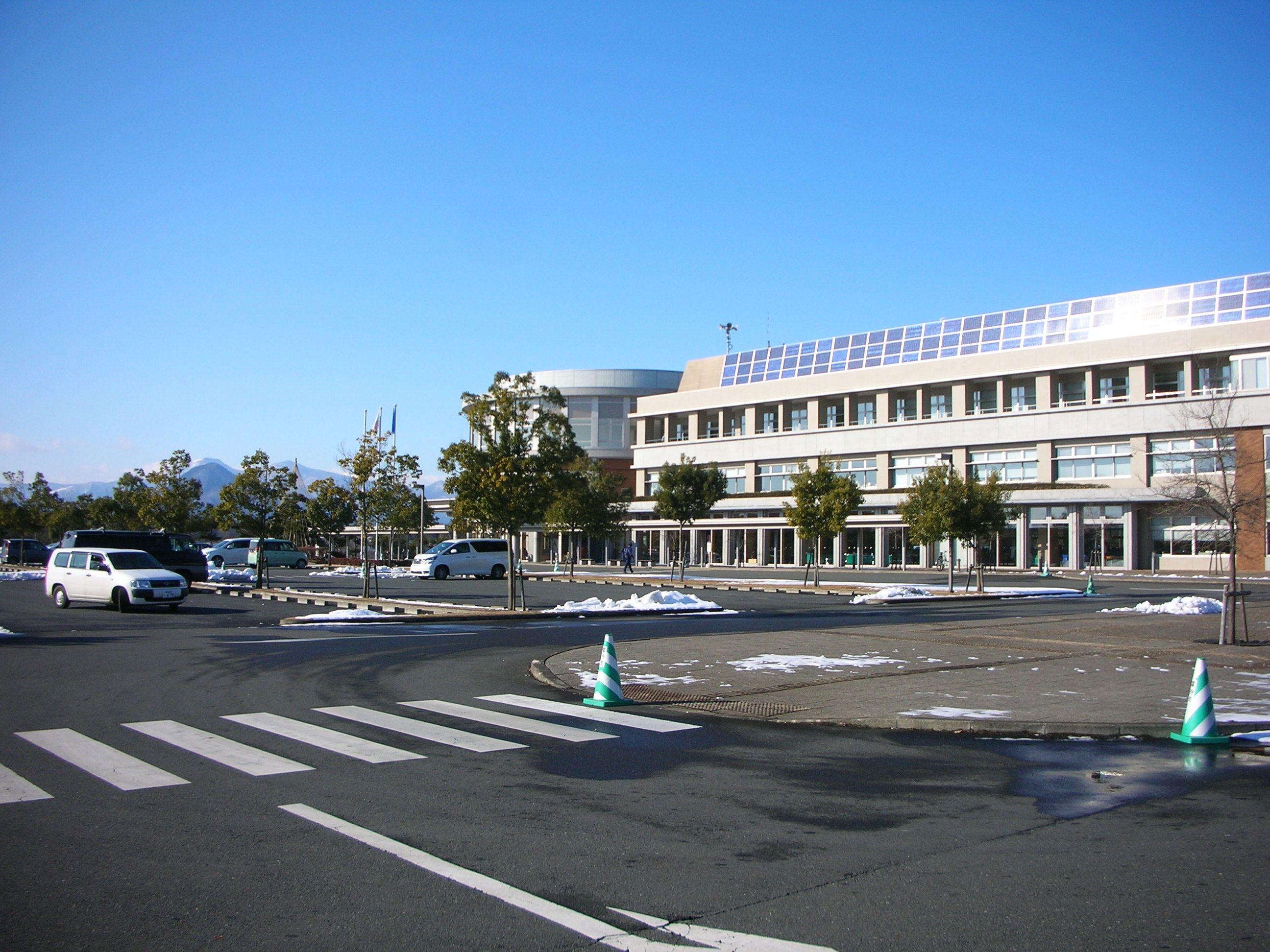
Tòa thị chính Tomiya

Tomiya (富谷市 Tomiya-shi) là thành phố ở tỉnh Miyagi, Nhật Bản. Thời điểm 31/5/2017, thành phố có dân số ước tính là 52.491 và mật độ dân số là 1.067 người trên mỗi km² trong 18.831 hộ. Diện tích thành phố là 49,18 kilômét vuông (18,99 dặm vuông Anh).

## Địa lý
Tomiya nằm ở trung tâm Miyagi Prefecture, giáp với thủ phủ Sendai ở phía nam. Thành phố có khí hậu mát mẻ với mùa hè mát mẻ và mùa đông lạnh kéo dài (Köppen Climate Cfa). Nhiệt độ trung bình hàng năm ở Tomiya là 12,1 °C. Lượng mưa trung bình hàng năm là 1251 mm và tháng 9 là tháng ẩm ướt nhất. Nhiệt độ trung bình cao nhất vào tháng Tám khoảng 24,8 °C và thấp nhất vào tháng Giêng ở khoảng 0,6 °C.

## Lịch sử
Khu vực ngày nay Tomiya là một phần của tỉnh Mutsu cổ, và đã được định cư từ ít nhất là thời Joon bởi người Emishi. Trong phần sau của thời Heian, khu vực này bị Bắc Quân Fujiwara cai trị. Trong thời kỳ Sengoku, khu vực này đã bị các samurai tham gia tranh chấp trước khi khu vực này thuộc quyền kiểm soát của gia tộc Date of Sendai trong giai đoạn Edo, dưới chế độ shogun Tokugawa. Trong thời kỳ Edo, Tomiya là một thị trấn bưu điện trên đường cao tốc Ōshū Kaidō kết nối Edo với phía bắc Nhật Bản.
Làng Tomiya được tạo ra vào ngày 1 tháng 4 năm 1889 với cơ sở khôi phục sau Meiji của hệ thống đô thị hiện đại. Nó đã được đưa lên thành phố tình trạng vào ngày 1 tháng 4 năm 1963 và nâng lên thành tình trạng thành phố vào ngày 10 tháng 10 năm 2016.

## Chính quyền
Tomita có một hình thức chính phủ thị trưởng với một thị trưởng được bầu trực tiếp và một cơ quan lập pháp thành phố lưỡng tính gồm 20 thành viên.

## Kinh tế
Tomiya có nền kinh tế hỗn hợp với năm khu công nghiệp nhưng cũng lưu ý đến việc sản xuất quả việt quất và giá đỗ. Thành phố này cũng là một cộng đồng phòng ngủ cho các đô thị lân cận Sendai.

## Giáo dục
Tomita có tám trường tiểu học công lập và 5 trường trung học do chính quyền thành phố điều hành, và một trường trung học công lập do Ban Giáo dục Tỉnh Miyagi điều hành. Quận cũng hoạt động một trường giáo dục đặc biệt.